# Vånga, Vara kommun
Vånga är en bebyggelse norr om Norra Vånga kyrka i Norra Vånga socken i Vara kommun. Från 2015 avgränsar SCB här en småort.